# IVL Svenska Miljöinstitutet
IVL Svenska Miljöinstitutet AB är ett svenskt fristående och icke vinstinriktat forskningsinstitut inom miljöområdet och en nationell kunskapsresurs för näringslivet och staten. Eventuella vinstmedel från verksamheten återinvesteras i ny forskning. IVL Svenska Miljöinstitutet, som bildades 1966 och var Sveriges första miljöforskningsinstitut. Det ägs av Stiftelsen Institutet för Vatten- och Luftvårdsforskning (SIVL). SIVL har en partssammansatt styrelse där näringslivet utser hälften av ledamöterna och regeringen hälften.
Syftet med verksamheten är framtagning av opartiska beslutsunderlag och forskningsresultat med hög vetenskaplig kvalitet för tillämpning utifrån samhällets behov, samt att verka för en miljömässig, ekonomiskt och socialt hållbar tillväxt inom näringslivet och samhället i övrigt. 
IVL Svenska Miljöinstitutet bedriver både forsknings- och konsultverksamhet  inom hela miljöområdet och forskningskompetens är en viktig bas i de uppdrag som institutet utför.  Forskningen är dels samfinansierad av staten och näringslivet, dels anslagsfinansierad genom statliga forskningsorgan, forskningsstiftelser och EU. Främsta uppdragsgivare för forskningsverksamheten är Mistra, Naturvårdsverket, Formas och EU.
IVL Svenska Miljöinstitutet har kontor i Stockholm, Göteborg,  Malmö, Skellefteå,  Kristineberg i Lysekil, Mumbai i Indien samt i Peking i Kina.
I Sverige består koncernen förutom av moderbolaget IVL även av dotterbolagen eBVD, BASTAonline AB, Möbelfakta Sverige AV, EPD International AB och IVL Sustainable building AB.
Tillsammans med KTH äger IVL pilot- och testanläggningen Sjöstadsverket Water Innovation Centre (SWIC). 
Dessutom har IVL dotterbolag i Kina och Indien.